# Dasiphora tenuifolia
Dasiphora tenuifolia là loài thực vật có hoa trong họ Hoa hồng. Loài này được (Willd. ex Schltdl.) Y.C. Zhu mô tả khoa học đầu tiên năm 1989.